# Badewannen-Fahrt zum Jungbrunnen
Badewannen-Fahrt zum Jungbrunnen is een boomstamattractie in het Duitse attractiepark Erlebnispark Tripsdrill.

## Algemene informatie
De attractie opende in het jaar 2000 en werd gebouwd door het Duitse bedrijf MACK Rides. De baan bevindt zich zowel binnen in kasteel Rauhe Klinge als buiten. Bij opening had de Badwannen-Fahrt zum Jungbrunnen de hoogste afdaling van Europa in een boomstamattractie. De baan werd in 2002 uitgebreid en maakt gebruik van voertuigen die eruitzien als badkuipen.
Afbeeldingen